# Kenny Baker
Kenneth George "Kenny" Baker, född 24 augusti 1934 i Birmingham, död 13 augusti 2016 i Preston i Lancashire, var en brittisk skådespelare och musiker. Han var mest känd för att ha spelat R2-D2 i Star Wars-filmerna.